# Кобляки
Кобляки — опустевшая деревня в Слободском районе Кировской области в составе Светозаревского сельского поселения.

## География
Находится на расстоянии примерно 16 км по прямой на восток-юго-восток от районного центра города Слободской.

## История
Известна была с 1891 года. В 1905 году здесь (выселок Коблековский) учтено было дворов 5 и жителей 53, в 1926 10 и 75(все удмурты), в 1950 14 и 42 соответственно. В 1989 году оставалось 5 жителей. Современное название закрепилось с 1950 года.

## Население
Постоянное население  составляло 1 человек (удмурты 100%) в 2002 году, 0 в 2010.